# Chlebowo (gromada w powiecie drawskim)
Chlebowo – dawna gromada, czyli najmniejsza jednostka podziału terytorialnego Polskiej Rzeczypospolitej Ludowej w latach 1954–1972.
Gromady, z gromadzkimi radami narodowymi (GRN) jako organami władzy najniższego stopnia na wsi, funkcjonowały od reformy reorganizującej administrację wiejską przeprowadzonej jesienią 1954 do momentu ich zniesienia z dniem 1 stycznia 1973, tym samym wypierając organizację gminną w latach 1954–1972.
Gromadę Chlebowo z siedzibą GRN w Chlebowie utworzono – jako jedną z 8759 gromad na obszarze Polski – w powiecie drawskim w woj. koszalińskim na mocy uchwały nr 43/54 WRN w Koszalinie z dnia 5 października 1954. W skład jednostki weszły obszary dotychczasowych gromad Chlebowo i Stare Worowo ze zniesionej gminy Ostrowice oraz obszar dotychczasowej gromady Cieszyno ze zniesionej gminy Złocieniec w tymże powiecie. Dla gromady ustalono 10 członków gromadzkiej rady narodowej.
1 stycznia 1958 z gromady Chlebowo wyłączono wieś Cieszyno, włączając ją do gromady Złocieniec w tymże powiecie, po czym gromadę Chlebowo zniesiono, a jej (pozostały) obszar włączono do gromady Nowe Worowo, włączonej tego samego dnia do powiatu drawskiego z powiatu szczecineckiego.